# VIXX의 어느 멋진 날
《VIXX의 어느 멋진 날》은 2015년 2월 7일부터 MBC MUSIC에서 2015년 3월 8일까지 방송된 빅스의 리얼 버라이어티 프로그램이다.